# توني أومالي
توني أومالي (بالإنجليزية: Tony O'Malley)‏ هو موسيقي بريطاني، ولد في 15 يوليو 1948 في بوشي ‏ في المملكة المتحدة.

## وصلات خارجية
- توني أومالي على موقع ميوزك برينز (الإنجليزية)
- توني أومالي على موقع أول ميوزيك (الإنجليزية)
- توني أومالي على موقع ديسكوغز (الإنجليزية)